# Tanjung Jaya (Ipuh)
Tanjung Jaya is een bestuurslaag in het regentschap Muko-Muko van de provincie Bengkulu, Indonesië. Tanjung Jaya telt 918 inwoners (volkstelling 2010).